# Apotolamprus bemarahaensis
Apotolamprus bemarahaensis är en skalbaggsart som beskrevs av Olivier Montreuil 2008. Apotolamprus bemarahaensis ingår i släktet Apotolamprus och familjen bladhorningar. Inga underarter finns listade i Catalogue of Life.